# 九逕山

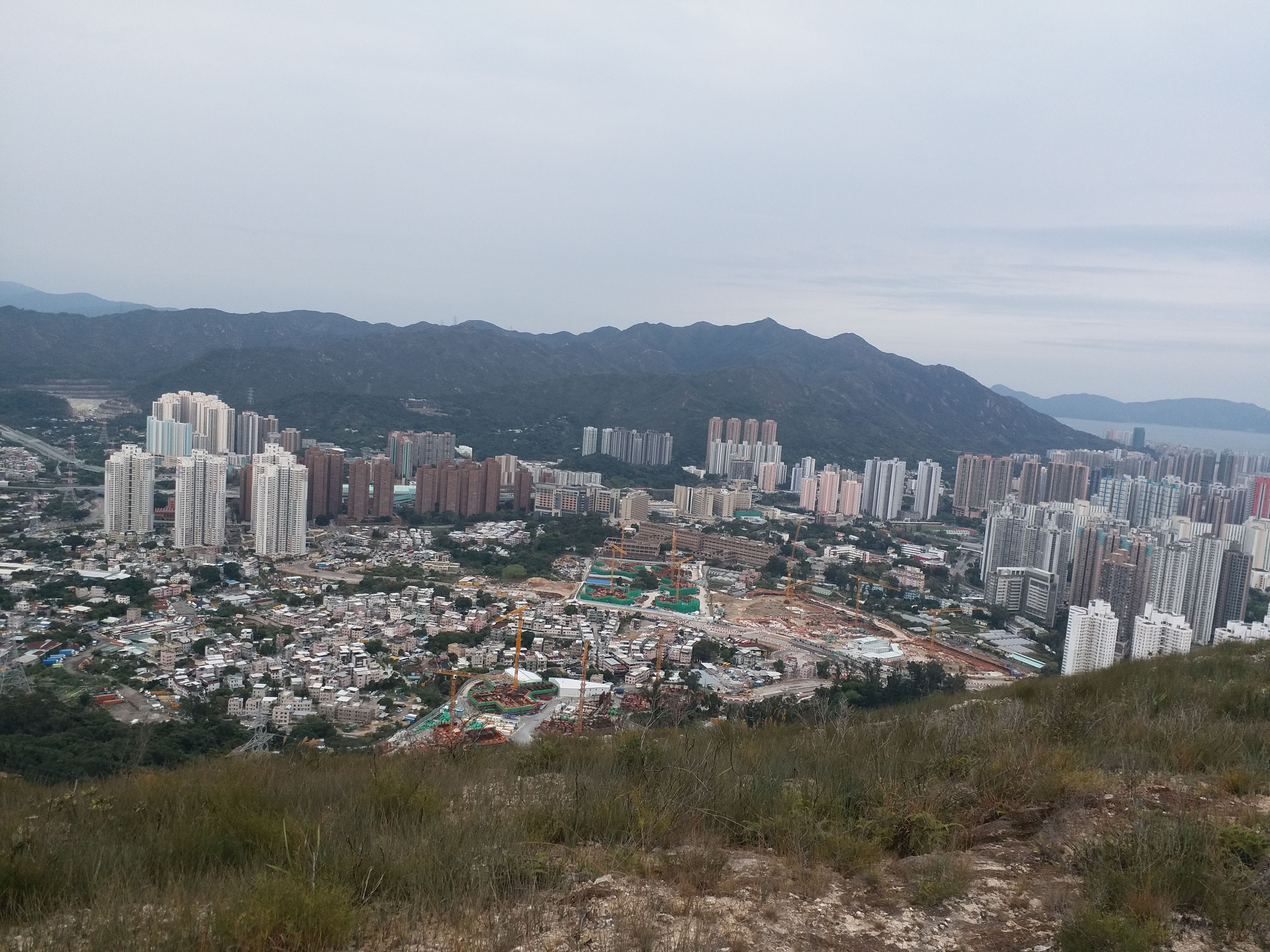
從圓頭山眺望對面的九逕山（2020年1月）

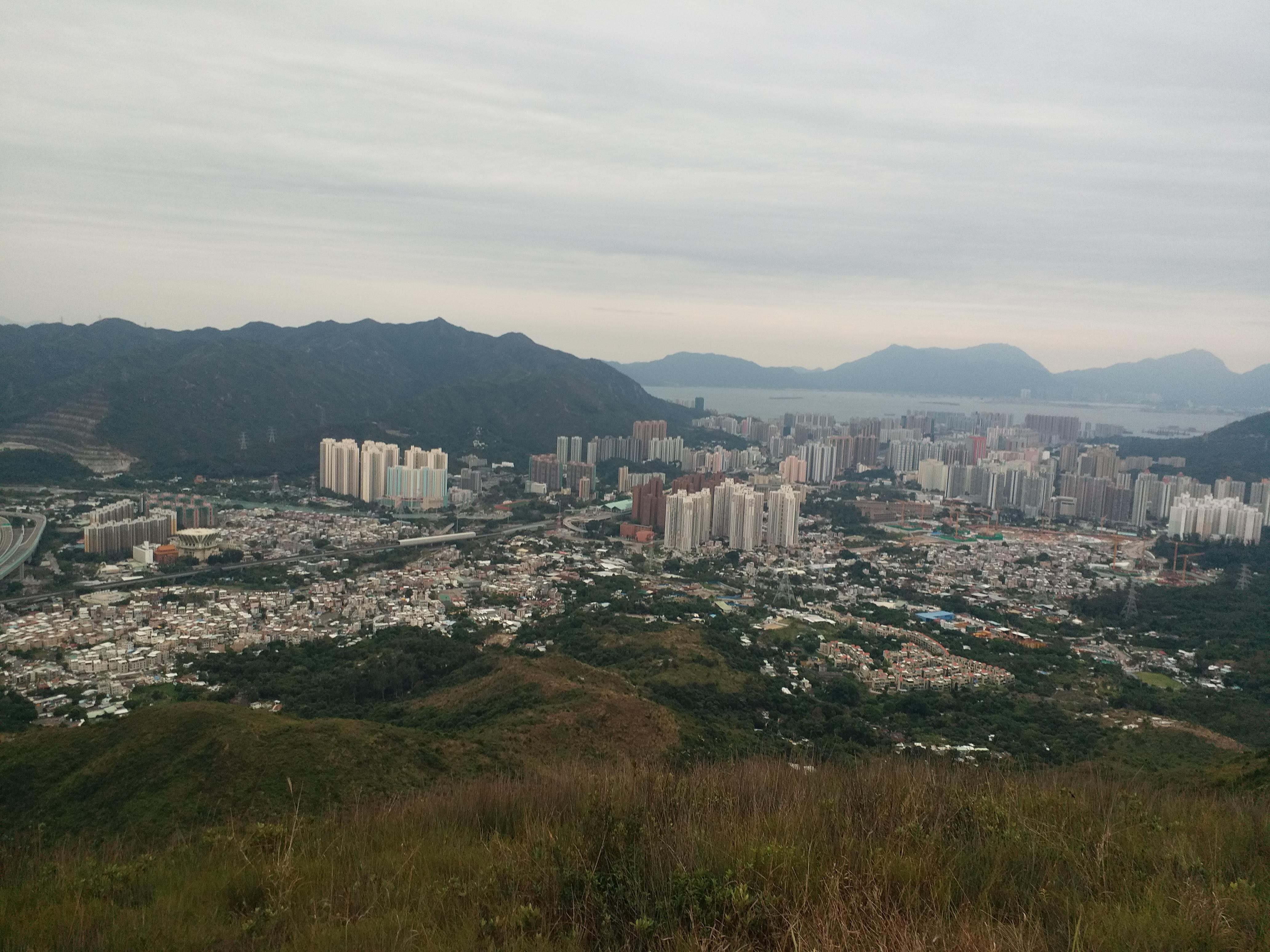
從圓頭山眺望對面的九逕山（2020年1月）

九逕山（英語：Kau Keng Shan，亦寫作九徑山）位於香港新界大欖郊野公園的西部，鄰近屯門新市鎮及青山灣。九逕山主峰高度507.1米，遙對青山的主峰（583米），比青山矮76米。

## 古代戰場
九逕山地勢險要，明、清兩代曾以此作據點抗擊外敵。文獻記載中國多個朝代曾以此山作戰場：

### 明朝
根據明朝古籍：「汪公遺愛祠記」記述：「屯門之役於正德辛巳（公元1521年）出師，嘉靖壬午（公元1522年）凱旋。」
明朝時代，香港地區已成為海上防禦的重要地點，明朝政府在「九逕山」防立據點，以防禦來自日本豐臣政權、葡萄牙王國及荷蘭共和國等的侵略。
在明朝的中期，廣東省沿海地區有三路巡海備倭官軍。其中的中路「自東莞縣的『南頭城』，出『佛堂門』、『十字門』、『冷水角』諸海澳」。「佛堂門」位於在香港地區，因此屬於中路的防禦範圍。
在明朝正德9年（公元1514年）起，葡萄牙軍隊曾經侵佔香港的新界區的屯門，長達7年，葡萄牙軍隊在屯門樹立雕刻有葡萄牙國徽的石柱來宣示主權佔領，亦設有軍營及刑場、製造火銃，更劫掠當地民眾的財物及從事販賣人口的勾當。  廣東省的「巡海遣副使」汪鋐親自領兵200多人以佔據高地「九逕山」驅逐，葡萄牙軍隊以軍艦退守海上頑強抵抗，並以「佛朗機銃」（炮臺）轟擊明朝軍隊，並企圖佔據東莞縣的「南頭城」（今深圳市南山區），汪鋐指示以破舊的漁船，滿載柴枝及乾草，並灌以油脂等易燃物料，乘著風勢縱火；同時利用漁民潛入水中，把葡萄牙的軍艦鑿沉，由於軍艦體積大，不易移動，又被火船襲擊。
汪鋐還派特務到葡萄牙軍艦上，勸那些為葡萄牙軍隊服務的澳門人倒戈對抗葡萄牙軍隊。這些澳門人回國後，按照葡萄牙的方法製造銅銃、火藥。明朝軍隊用這種葡萄牙的火銃轟擊葡萄牙軍隊，並繳獲葡萄牙軍隊的大小火銃約20多臺。
葡萄牙軍見大勢已去，只得拋棄大部份船隻，乘三艘大船逃回澳門。

### 清朝
根據清朝古籍寶安縣誌的記述：「九逕山，在縣南四十里，下臨屯門澳，明海道汪鋐帥士人殲佛朗機於此。」

## 鄰近的山峰
- 青山